# 西藏黑熊
西藏黑熊（学名：Ursus thibetanus thibetanus），又稱喜馬拉雅黑熊，是亞洲黑熊的一個亞種。

## 特徵
西藏黑熊身高約1.2-1.8米，全身烏黑，胸前有一白色V字領條紋。

## 分布和習性
西藏黑熊分布範圍很廣。在中國分布範圍從西藏，延伸到四川、雲南，已及越南北部、安南山脈、西原、同奈省、泰國、尼泊爾喜馬拉雅山等地。住在喜馬拉雅山地區的熊會冬眠，其他地方則較不會。西藏黑熊為雜食性。